# Tadeusz Aziewicz
Tadeusz Aziewicz (Sopot; 31 de outubro de 1960) é um político da Polónia. Ele foi eleito para a Sejm em 25 de Setembro de 2005 com 9093 votos em 26 no distrito de Gdynia, candidato pelas listas do partido Platforma Obywatelska.